# Bugac
Bugac é uma vila da Hungria, situada no condado de Bács-Kiskun. Tem 131,11 km² de área e sua população em 2019 foi estimada em 2.579 habitantes.